# Астрей
Астрей в древногръцката митология е титан от второто поколение. Син е на титана Криос и Еврибия. От Астрей и Еос – богинята на зората се раждат ветровете: буйния северен вятър Борей, източния Евър, южния и влажен Нот и лекия западен вятър Зефир, както и всички звезди.